# Order Zasługi Kartograficznej
Order Zasługi Kartograficznej (port. Ordem do Mérito Cartográfico) – brazylijskie odznaczenie ustanowione 20 listopada 1970, przez Brazylijskie Towarzystwo Kartograficzne (Sociedade Brasileira de Cartografia – SBC), przeznaczone dla wybitnych kartografów oraz osób zasłużonych dla brazylijskiej kartografii lub SBC.
Order dzieli się na pięć klas, według tradycyjnego schematu Legii Honorowej:
- I Klasa – Krzyż Wielki (Grã-Cruz) – krzyż złoty
- II Klasa – Wielki Oficer (Grande Oficial) – krzyż srebrny
- III Klasa – Komandor (Comendador) – krzyż brązowy
- IV Klasa – Oficer (Oficial)
- V Klasa – Kawaler (Cavaleiro)